# Limits (nummer van Laura Tesoro)
Limits is een nummer van de Belgische zangeres Laura Tesoro. Het is de eerste single van haar gelijknamige debuutalbum die eind 2019 verscheen. De single die volgens de zangeres een persoonlijk nummer is over limieten als artieste, werd geschreven door Steven Vergauwen, Sophia Ayana en de zangeres zelf. Laura zong het nummer voor het eerst tijdens haar festival tournee in Vlaanderen. Vervolgens stelde ze het nummer voor tijdens verschillende radio en tv-shows. De lyric video van Limits verscheen een dag na het uitbrengen van het nummer.